# برويز بورحسيني
برويز بورحسيني (11 سبتمبر 1941 - 27 نوفمبر 2020)، هو ممثل سينمائي ومسرح وتلفزيوني إيراني.

## روابط خارجية
- برويز بورحسيني على موقع IMDb (الإنجليزية)